# Sjeverna kruna
Sjeverna kruna (lat. Corona Borealis) jedno je od 88 modernih i 48 originalnih Ptolemejevih zviježđa. Jedno je od manjih konstelacija sjeverne polutke. Po veličini zauzima 73. mjesto od ukupno 88 međunarodno priznatih zviježđa na nebu. Prostorno zauzima svega 0.433% nebeskog svoda. 
Prema grčkoj mitologiji ovo zviježđe je nebeska slika krune koju je Dioniz dao Arijadni nakon što ju je preoteo od Tezeja. Sjeverna kruna ne obiluje sjajnim zvijezdama. Njene najsjajnije zvijezde tvore polukružni luk. Najsjajnija zvijezda je Alfa Sjeverne Krune (α CrB), poznatija kao Alfeka ili Gema (ar. Dragulj), prividne magnitude 2,2. Preostalih šest zvijezda koje čine asterizam krune su Theta, Beta, Gama, Delta, Epsilon i Jota Sjeverne Krune.
Sjeverna kruna graniči sa zviježđima Herkula, Volara i Zmije.

## Zvijezde
- Nova - T Coronae Borealis
- Dvojna zvijezda- Gama Korona Borealis, Eta Korona Borealis (NGC 9617), Zeta Korona Borealis, Nu1 Korona Borealis, Nu2 Korona Borealis
- Promjenljiva zvijezda- R Korona Borealis

## Vanjske poveznice
- The Deep Photographic Guide to the Constellations: Corona Borealis
- Zvjezdarnica.hr - Sjeverna Kruna  Arhivirana inačica izvorne stranice od 7. rujna 2021. (Wayback Machine)